# 権量
権 量（けん りょう）は中華民国の政治家。北京政府の要人で、交通系の一員である。旧名は志煐。字は謹堂。号は適園。晩号は適園老人。

## 事績
17歳のときに試験に参加した際に、権量と改名した。公立広東高等学堂を卒業した後、日本に留学する。東京高等商業学校（現一橋大学）を卒業した。帰国後、湖北勧業公所総務科科長、公立京師商科大学監督を経て、清朝の工商部秘書、郵伝部秘書を歴任した。
中華民国成立後は、北京政府の農商部秘書、交通部参事となる。また、公民党の幹事にもなった。1916年（民国5年）5月から10月まで、交通部次長を代理・署理した。その翌年4月に、交通部次長代理に戻る。翌月に伍廷芳臨時内閣で署理（代理）交通総長を一時的ながらつとめた。7月、代理交通部次長も辞任している。
1918年（民国7年）以降、吉会鉄路督弁、吉長鉄路管理局局長をつとめた。また、薩鎮氷臨時内閣や周自斉臨時内閣において、やはり交通部次長を代理・署理している。
1922年（民国11年）5月以降の権量の行方は不明である。